# Morfologia zwierząt
Morfologia zwierząt (gr. μορφῇ morphē = kształt, λόγος logos = nauka) – podstawowa gałąź wiedzy o zewnętrznej i wewnętrznej budowie zwierząt. Obejmuje całość wiedzy o ukształtowaniu i budowie zwierząt, opiera się na wynikach anatomii, zwłaszcza porównawczej i embriologii.

## Historia
Rozwój nauk morfologicznych, a więc przede wszystkim anatomii zwierząt, przypadał na początek XIX w. Była wówczas integralną częścią nauk przyrodniczych i miała znaczny wpływ na szereg gałęzi nauk z zakresu biologii. Naukowcy opisywali budowę nowych gatunków zwierząt i badali rządzące nią prawa. Nie funkcjonowały wówczas żadne stowarzyszenia morfologiczne, a sama dziedzina nie wykształciła specjalizujących się w tej problematyce profesorów. Potrzebę opisywania widzieli naukowcy z zakresu anatomii, zoologii, historii naturalnej i fizjologii, a badania które prowadzili byłyby dzisiaj lokowane jako elementy embriologii, systematyki, morfologii funkcjonalnej, fizjologii porównawczej, ekologii, behawioru, teorii ewolucji, czy histologii.